# Rufus King (scrittore)
Rufus King (New York, 3 gennaio 1893 – Hollywood, 13 febbraio 1966) è stato uno scrittore statunitense.

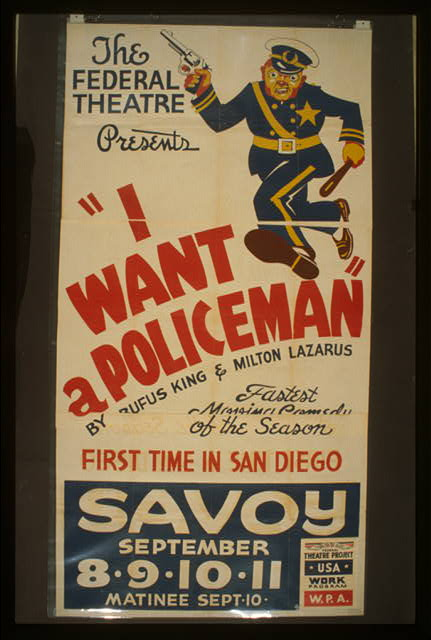
I Want a Policeman, poster

Rufus King studiò a Yale, si arruolò nell'esercito americano nel 1916 ed in seguito lavorò in mare come operatore radio. Autore di polizieschi di genere classico che presentano molti tratti comuni con le opere di S.S. Van Dine, Rufus King ha creato il raffinato detective Reginald De Puyster ed il tenente Valcour, protagonista di undici romanzi apparsi fra il 1928 ed il 1939. Dalle sue storie, vennero tratti circa una decina di film e lo scrittore apparve come attore in un cortometraggio del 1914.

## Opere

### Romanzi con il tenente Valcour
- Murder by the Clock (1929)
  - Notte d'orgasmo, I Classici del Giallo Mondadori n. 296, 1978[1]
  - Il corpo nell'armadio, Collana I Bassotti n. 47, Milano, Polillo, 2007[1]
- A Woman is Dead (1929)[2]
  - Il segreto di Vera Sturm, I Capolavori dei Gialli n. 6, 1955[1]
- Murder by Latitude (1931) 
  - Il dramma del Florida, I Libri Gialli n. 131, 1936[1]
  - Il dramma del Florida, I Classici del Giallo n. 1297, 2012
- Murder in the Willett Family (1931)
  - Delitto in casa Willett, Il Giallo Mondadori n. 1354, 1975[1]
- Murder on the Yacht (1932) 
  - Crociera tragica, Gialli economici Mondadori n. 81, 1936[1]
- Valcour Meets Murder (1932)
  - L'agguato, I Libri Gialli n. 164, 1937[1]
- The Lesser Antilles Case (1934) 
  - La prova in fondo al mare, I Libri Gialli n. 177, 1937[1]
  - La prova in fondo al mare, I Classici del Giallo n. 1370, 2015
- Profile of a Murder (1935)
  - Profilo di un delitto, Il Giallo Mondadori n. 2242, 1992[1]
- The Case of the Constant God (1938)
  - Il colpevole, trad. di Giorgio Monicelli, I Libri Gialli n. 201, dicembre 1938[1]; I Classici dei Gialli Mondadori n.1492, maggio 2025
- Crime of Violence (1938) 
  - Il diamante perduto, I Capolavori dei Gialli n. 18, 1955
- Murder Masks Miami (1939)
  - Tre parrucche, Il Giallo Mondadori n. 54, 1948[1]
  - Le tre parrucche, Biblioteca del Giallo Mondadori n. 23, 1984[1]

### Altri romanzi
- The Fatal Kiss Mystery (1924, 1928)[3]
- Murder De Luxe (1927)[4]
- Holiday Homicide (1941)
  - Omicidio a capodanno, Il Giallo Mondadori n. 88, 1950[1]
- Diagnosis Murder (1942)
- Design in Evil (1942)
  - Il fantasma e Miriam Lake, Il Giallo Mondadori n. 62, 1949[1]
- A Variety of Weapons (1943)
- The Deadly Dove (1945)
  - Il colombo della morte, I gialli del veliero n. 6, 1950[1]
  - La trappola di Apollo, Il Giallo Mondadori n. 1910, 1985[1]
- The Case of the Dowager's Etchings (1946)
- Museum Piece No 13 (1946)
  - Camera chiusa N. 13, Serie gialla n. 73, 1956[1]
- Lethal Lady (1947)
- The Case of the Redoubled Cross (1949)
- Duenna to a Murder (1951)
- Malice in Wonderland (1958)
- The Steps to Murder (1960)
- The Faces of Danger (1964)

## Filmografia

### Sceneggiatore
- The Silent Command, regia di J. Gordon Edwards - soggetto (1923)
- North Star, regia di Paul Powell (1925)
- Murder by the Clock, regia di Edward Sloman (1931)
- Il mistero del varietà
- A Notorious Gentleman
- Love Letters of a Star
- The Hidden Hand
- Frack e cravatta bianca
- Dietro la porta chiusa (Secret Beyond the Door), regia di Fritz Lang (1947)